# Belgische kampioenschappen veldrijden 2024
De Belgische kampioenschappen veldrijden 2024 werden gehouden in het weekend van 13 en 14 januari 2024 in Meulebeke. Bij de elite waren Sanne Cant en Michael Vanthourenhout de regerende kampioenen. Het parcours was 2,9 kilometer lang, en lag in het domein Ter Borcht in Meulebeke, met aankomst rondom het voetbalstadion. Zonder Wout Van Aert, die zijn wegseizoen aan het voorbereiden is in Spanje.
Voor Eli Iserbyt die leider is in de wereldbeker en de Superprestige is het zijn eerste Belgische titel in het veldrijden. Joran Wyseure werd verrassend tweede  op 26" voor uitredend Belgisch kampioen Michael Vanthourenhout op 36". 
Bij de vrouwen heeft Sanne Cant voor de 15e opeenvolgende keer op een rij tot Belgisch kampioene veldrijden gekroond. Zij versloeg in de spurt met twee Laura Verdonschot. Marion Norbert Riberolle mocht mee op het podium. 

## Uitslagen

### Elite
| Mannen (7 ronden) | Mannen (7 ronden)      | Mannen (7 ronden) | Vrouwen (5 ronden) | Vrouwen (5 ronden)       | Vrouwen (5 ronden) |
| pos.              | renner                 | tijd              | pos.               | renner                   | tijd               |
| ----------------- | ---------------------- | ----------------- | ------------------ | ------------------------ | ------------------ |
| Goud              | Eli Iserbyt            | 1u 02.28"         | Goud               | Sanne Cant               | 49.52"             |
| Zilver            | Joran Wyseure          | + 25"             | Zilver             | Laura Verdonschot        | + 2"               |
| Brons             | Michael Vanthourenhout | + 37"             | Brons              | Marion Norbert-Riberolle | + 26"              |
| 4.                | Niels Vandeputte       | + 1.00"           | 4.                 | Fleur Moors              | + 3.10"            |
| 5.                | Jens Adams             | + 1.06"           | 5.                 | Lore De Schepper         | + 3.25"            |
| 6.                | Thibau Nys             | + 1.31"           | 6.                 | Jinse Peeters            | + 3.55"            |
| 7.                | Toon Vandebosch        | + 3.15"           | 7.                 | Kiona Crabbé             | + 4.01"            |
| 8.                | Laurens Sweeck         | + 2.07"           | 8.                 | Julie Brouwers           | + 4.01"            |
| 9.                | Quinten Hermans        | + 2.14"           | 9.                 | Xaydee Van Sinaey        | + 4.25"            |
| 10.               | Lander Loockx          | + 2.47"           | 10.                | Marthe Truyen            | + 4.35"            |

### Beloften
| Mannen (6ronden) | Mannen (6ronden) | Mannen (6ronden) | Vrouwen (4 ronden) | Vrouwen (4 ronden) | Vrouwen (4 ronden) |
| pos.             | renner           | tijd             | pos.               | renner             | tijd               |
| ---------------- | ---------------- | ---------------- | ------------------ | ------------------ | ------------------ |
| Goud             | Emiel Verstrynge | 54.03"           | Goud               | Lore De Schepper   | 53.17"             |
| Zilver           | Jente Michels    | + 57"            | Zilver             | Xaydee Van Sinaey  | + 1.00"            |
| Brons            | Ward Huybs       | + 1.21"          | Brons              | Sterre Vervloet    | + 1.25"            |

Kampioenschappen:  Wereldkampioenschappen ·
 Europese kampioenschappen ·
 Belgische kampioenschappen ·
 Nederlandse kampioenschappen
Klassementen:  Wereldbeker ·
 Superprestige ·
 X²O Badkamers Trofee ·
 TOI TOI Cup ·
 USCX Series ·
 Coupe de France ·
 National Trophy Series ·
 Copa de España ·
 Swiss Cyclocross Cup ·
 Hope Supercross Series
Overig:  Exact Cross ·  Losse crossen België
1910 · 
1911 · 
1912 · 
1913 · 
1914 · 
1915-1920 · 
1921 · 
1922 · 
1923 · 
1924 · 
1925 · 
1926 · 
1927 · 
1928 · 
1929 · 
1930 · 
1931 · 
1932 · 
1933 · 
1934 · 
1935 · 
1936 · 
1937 · 
1938 · 
1939 · 
1940 · 
1941 · 
1942 · 
1943 · 
1944 · 
1945 · 
1946 · 
1947 · 
1948 · 
1949 · 
1950 · 
1951 · 
1952 · 
1953 · 
1954 · 
1955 · 
1956 · 
1957 · 
1958 · 
1959 · 
1960 · 
1961 · 
1962 · 
1963 · 
1964 · 
1965 · 
1966 · 
1967 · 
1968 · 
1969 · 
1970 · 
1971 · 
1972 · 
1973 · 
1974 · 
1975 · 
1976 · 
1977 · 
1978 · 
1979 · 
1980 · 
1981 · 
1982 · 
1983 · 
1984 · 
1985 · 
1986 · 
1987 · 
1988 · 
1989 · 
1990 ·
1991 ·
1992 ·
1993 ·
1994 ·
1995 ·
1996 ·
1997 ·
1998 ·
1999 ·
2000 · 
2001 · 
2002 · 
2003 · 
2004 · 
2005 · 
2006 · 
2007 · 
2008 · 
2009 ·
2010 ·
2011 ·
2012 ·
2013 ·
2014 ·
2015 ·
2016 ·
2017 ·
2018 ·
2019 ·
2020 ·
2021 ·
2022 ·
2023 · 2024 · 2025